# إبراهيم هزازي
إبراهيم أحمد طيب هزازي (22 نوفمبر 1984 من مواليد جدة، ظهير أيمن  -)، لاعب كرة قدم سعودي .
لعب للنادي الأهلي ونادي الاتحاد كما سبق أن لعب لنادي الاتفاق، انتقل عام 2014 إلى نادي العروبة السعودي بعقد مدة سنة واحده وبعدها لعب مع نجران وجدة وخاض تجربة إحترافية رومانيا ولكن مدتها قصيرة.

## الحياة الشخصية
```
شقيقه الأصغر 
نايف هزازي
 كان لاعباً أيضاً.
```

## بطولاته
حقق 4 بطولات جميعها مع النادي الأهلي وكانت هي :
- كأس الاتحاد 2006/07م
- كأس ولي العهد 2006/07م
- كأس الخليج للأندية 2008/09م

- كأس خادم الحرمين الشريفين 2010/11م

## انتقالاته
| التاريخ    | النوع                  | نقل من          |
| ---------- | ---------------------- | --------------- |
| يونيو 2012 | تجديد عقد الأتحاد      | الاتحاد السعودي |
| أبريل 2012 | انتقال الأهلي السعودي  | الاتحاد السعودي |
| أبريل 2013 | انتقال الاتفاق السعودي | الاتحاد السعودي |

## روابط خارجية
- إبراهيم هزازي على موقع قاعدة بيانات كرة القدم.إي يو (الإنجليزية)
- إبراهيم هزازي على موقع ناشيونال فوتبول تيمز (الإنجليزية)
- إبراهيم هزازي على موقع Soccerway.com (الإنجليزية)